# بان سولاب كلب علي (مقاطعة دالاهو)
بان‌سولاب كلب‌علي (بالفارسية: بان‌سولاب کلب‌علی) هي قرية تقع في كرمانشاه في إيران. يقدر عدد سكانها بـ 87 نسمة .